# Ranunculus ageri
Ranunculus ageri Bertol. – gatunek rośliny z rodziny jaskrowatych (Ranunculaceae Juss.). Występuje naturalnie we Włoszech. Według niektórych źródeł R. ageri jest synonimem gatunku R. gracilis E.D.Clarke, który rośnie naturalnie we Włoszech, na Półwyspie Bałkańskim oraz w Turcji.